# Антоний Томишко
Антоний Осипович (Иосифович) Томишко, роден като Антонин Томишка (на чешки: Antonín Tomíška; 25 март (6 април) 1851, Хержманув Местец – 8 (21) октомври 1900, Санкт Петербург), е руски архитект от чешки произход. Руски поданик е от 1874 г.

## Биография
Роден е в гр. Хержманув Местец (Heřmanův Městec), Австрийска империя (днес в Чехия, Пардубицки край окръг Хрудим). Баща му е скулптор и той от малък проявява склонност към рисуване
Завършва Московското училище за живопис, скулптура и архитектура и Императорската художествена академия (Императорская Академия художеств) в Санкт Петербург (1870 – 1875).
През 1879 г. получава звание „академик“ и започва да преподава в Императорската художествена академия. Става професор (1888) и действителен член на Императорската художествена академия (1893).
От 1881 г. работи в Главното управление на затворите. Ръководи работилницата на висшето художествено училище на Академията (1894 – 1900). Ректор е на училищото (1897 – 1898).
Проектира и изгражда множество обществени сгради, сред които: приют за бедни, фелдшерското училище и училището за слепи в Санкт Петербург. Прочува се с комплексните проект и строителство на серия сгради на затвори и изправителни заведения в столицата.
Автор е на паметника на загиналите медицински чинове в Руско-турско освободителната война от 1877 – 1878 г., известен в София като Докторски паметник, издигнат през 1883 – 1884 г.